# Микола Вересень
Микола Вересень (справжнє ім'я Микола Костянтинович Ситник); нар. 5 січня 1960, Київ) — український журналіст, телеведучий, громадський та політичний діяч та актор.

## Освіта і домедійна робота
Освіта: історичний факультет Київського університету ім. Тараса Шевченка (1977–1983);
1976 — археолог-реставратор «історичного заповідника Херсонес», Інститут археології АН УРСР;
1979–1980 — моряк далекого плавання (науково-дослідні судна АН УРСР «Михайло Ломоносов» та «Академік Вернадський»);
1983–1990 — викладач історії Київського педагогічного училища № 1.
1987–1990 — аспірант Інституту історії України АН УРСР.

## Журналістика і телебачення

В репортажі для телепрограми «Післямова», 1994 р.

- 1990 — стажування у BBC, Лондон.
- 1989—2001 — кореспондент BBC Росія.
- 1991 — після провалу ДКНС й проголошення Акту Незалежності України підняв синьо-жовтий прапор над будівлею нинішньої Адміністрації Президента.
- 1992—1999 — кореспондент ВВС News Україна.
- 1994 — віце-президент Українського медіа-клубу.
- 1994—1995 — зробив кілька репортажів для інформаційно-аналітичної телепрограми «Післямова» Олександра Ткаченка (телекомпанія «Нова мова»).
- 1995—1996 — ведучий телепрограми «Вікна в світ», ММЦ Інтерньюз.
- 1996—1997 — автор і ведучий «Телеманії», студія «1+1».
- 1997—2001 — автор і ведучий програм «Табу», «Без табу», «Особливий погляд», заступник генерального продюсера студії «1+1».
- 1998 — куратор проекту створення газети «Столичные новости».
- 1998 — автор і ведучий ток-шоу про кандидатів у депутати Верховної Ради України від партій і блоків «5 на 5».
- 2001 — засновник громадської журналістської організації «Хартія-4», член Комісії з журналістської етики.
- 2004 — ведучий «5 каналу».
- 2004 — майстер курсу «Ведучий телепрограм» в Університеті Театрального Мистецтва ім. Карпенко-Карого, працює на «Громадському радіо», в експертній раді «IREX».
- 2005 — ведучий програми «21 вересня» телеканалу «К1».
- 2006 — зйомки у фільмі «Las Meninas», (режисер Ігор Подольчак).
- 2007—2008 — ведучий «Без сентиментів — розмова з Миколою Вереснем» («Ток-шоу Миколи Вересня») — спільний проект УНІАН, телеканалу «Сіті» та радіостанції «106 FM».
- 2007 — пише для журналу «Telecity».
- 2008 — ведучий програми «Попередження» на «Першому національному телеканалі».
- 2011—2013 — ведучий ток-шоу «Без кордонів» на Радіо «Ера».
- З 2012 — викладач у Київському Національному Університеті Культури і Мистецтв, Інституті Кіно і Телебачення.
- 2012 — ведучий оновленого «Табу» на каналі 1+1.
- 2014—2015 — ведучий програми «Підсумки з Миколою Вереснем» та співведучий «Підсумки з Миколою Вереснем та Віталієм Портніковим» на каналі «Еспресо».
- 2015—2017 — ведучий авторської програми «Вересень» на UA:Першому.
- 2015—2017 — ведучий ток-шоу «Шоу Вересня» на «Радио Вести».
- 2017 — ведучий програм «Дуель» та «Люди Вересня» на каналі «NewsOne».
- З 2017 — ведучий програм «Нейтральна територія» та «Подія Вересня» на телеканалі «Прямий».
- З 2018—2021 — ведучий програми «Прямий ефір» на телеканалі «Прямий».
- З 2021—2022 — ведучий програми «Вересень» на каналі «Апостроф TV».
- З 2022 — ведучий каналу «Еспресо».
- Активно співпрацював із газетою «Дзеркало тижня». Працював у Фонді Сороса та «Євразії».
- Автор книжок «Табу» та «Без табу про „Без табу“» (зі Світланою Пиркало та Тетяною Ворожко).

## Нагороди та відзнаки
- 1997 — приз «Золота Ера» за ток-шоу «Табу» (Національна телекомпанія України).
- 1997 — премія «Всенародне визнання» (Всеукраїнський фестиваль журналістики).
- 1998 — премія «Журналіст року» (Загальнонаціональна програма «Людина року»).
- 1998 — лауреат міжнародної премії «За сприяння свободі слова ім. Василя Стуса».
- 1998 — Академік Національної телеакадемії України.
- 2005 — Міжнародна нагорода «Свобода преси» Канадської організації журналістів за свободу слова (Canadian Journalists for Free Expression) за діяльність на 5-му каналі під час Помаранчевої революції.

## Політична діяльність
На виборах до Верховної Ради України 2002 року Вересень балотувався від блоку «Команда озимого покоління» третім номером за списком, який очолювали Валерій Хорошковський та Інна Богословська (перший та другий номери відповідно).

## Акторська діяльність

### Кіно
- Las Meninas (2008) — батько
- Шлях мерця (2019) — камео

### Театр
- «Павлік Морозов. Епічна трагедія» (2011) — генерал Власов
- «Сни Васіліси Єгоровни» (2012) — Адам Жоржович

## Погляди
4 вересня 2018 року Микола Вересень звинуватив радянського розвідника та борця з ОУН-УПА Івана Кудрю у трагедії Бабиного Яру. На думку Вересня, одну з найстрашніших трагедій Голокосту нацисти влаштували, щоб «задобрити киян», які, мовляв, були обурені діями «євреїв» із НКВС та у відповідь забажали масової загибелі всіх євреїв Києва.

## Родина та особисте життя
Батько Костянтин Ситник (1926—2017) — академік НАН України, народний депутат України; дружина Олександра (1960) — викладач; дочка Олександра (1981); дочка Романа (1999).